# Unità di misura inerziale

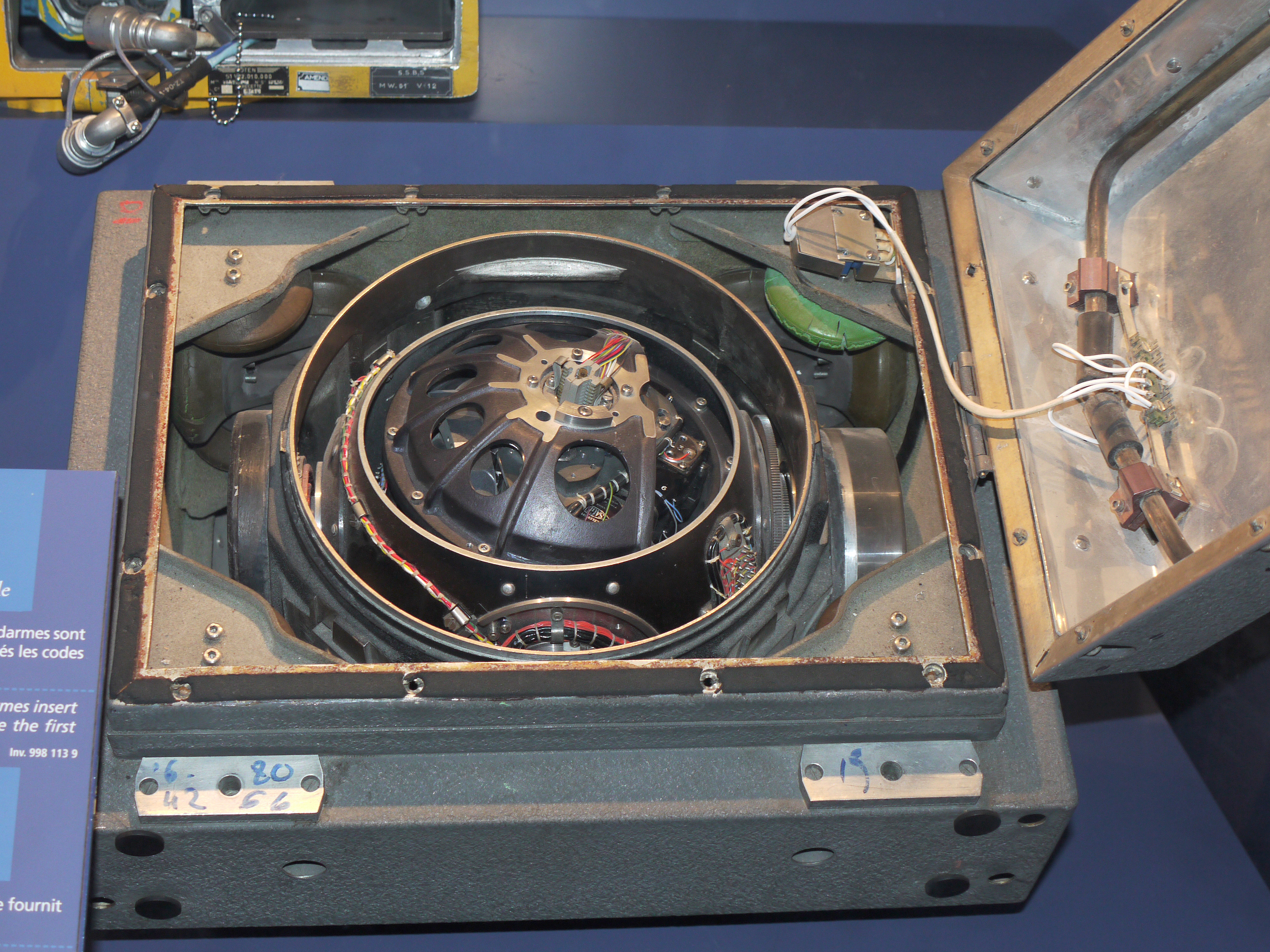
Sistema inerziale di navigazione dell'unità francese IRBM S3.

Un'unità di misura inerziale o piattaforma inerziale (nota anche come inertial measurement unit, o IMU) è un sistema avionico che implementa il sistema di navigazione inerziale di un aeromobile. E' basato su sensori inerziali, come accelerometri e giroscopi, che permettono un monitoraggio della dinamica di un mezzo in movimento, il quale può essere utilizzato dal computer o centralina di bordo per attuare eventuali correttivi.

## Utilizzo

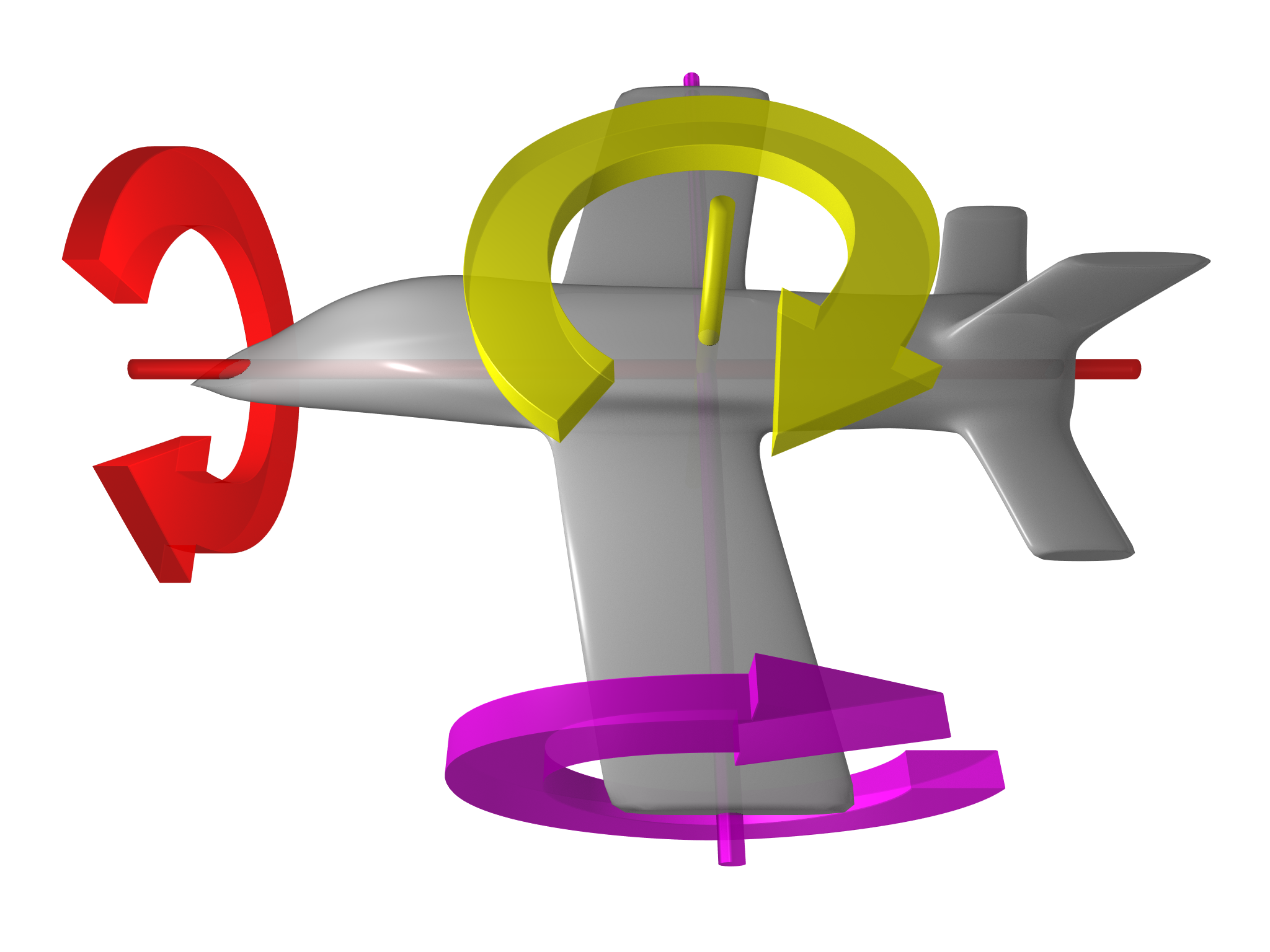
Rotazioni attorno agli assi corpo di un velivolo:
● beccheggio
● imbardata
● rollio.

Trova applicazioni aeronautiche, nautiche e spaziali, essendo il principale componente sul quale si basano i sistemi di guida inerziali.
Su un aeromobile per esempio, permettono di controllare e correggere le tre accelerazioni angolari di beccheggio, rollio e imbardata.
Successivamente tale sistema di misura venne integrato anche negli autoveicoli per correggere l'imbardata, tramite il sistema ESP (controllo elettronico della stabilità), sistema che poi ha visto la sua comparsa anche nei motoveicoli.